# Shane Sutton
Shane Sutton OBE (Moree, Nova Gal·les del Sud, 22 de març de 1957) va ser un ciclista australià que més endavant es nacionalitzà britànic. Fou professional entre 1980 i 1995, i un cop retirat ha entrenat entre altres l'equip Sky.
El seu germà Gary també fou ciclista professional.
El 2010 va ser guardonat amb l'Orde de l'Imperi Britànic en el grau d'Oficial.

## Palmarès en ruta
- 1983
  - 1r al Herald Sun Tour i vencedor de 4 etapes
- 1984
  - Vencedor d'una etapa del Herald Sun Tour
- 1986
  - Vencedor d'una etapa de la Milk Race
- 1987
  - Vencedor d'una etapa del Herald Sun Tour
- 1989
  - Vencedor d'una etapa del Herald Sun Tour
- 1990
  - 1r a la Milk Race i vencedor d'una etapa

### Resultats al Tour de França
- 1987. Abandona (13a etapa)

## Palmarès en pista
- 1978
  - Medalla d'or als Jocs de la Commonwealth en Persecució per equips (amb Colin Fitzgerald, Kevin Nichols i Gary Sutton)
- 1982
  - 1r als Sis dies de Launceston (amb Philip Sawyer)
- 1983
  - 1r als Sis dies de Melbourne (amb Gary Sutton)
- 1984
  - 1r als Sis dies de Launceston (amb Geoff Skaines)